# Forêt au Québec

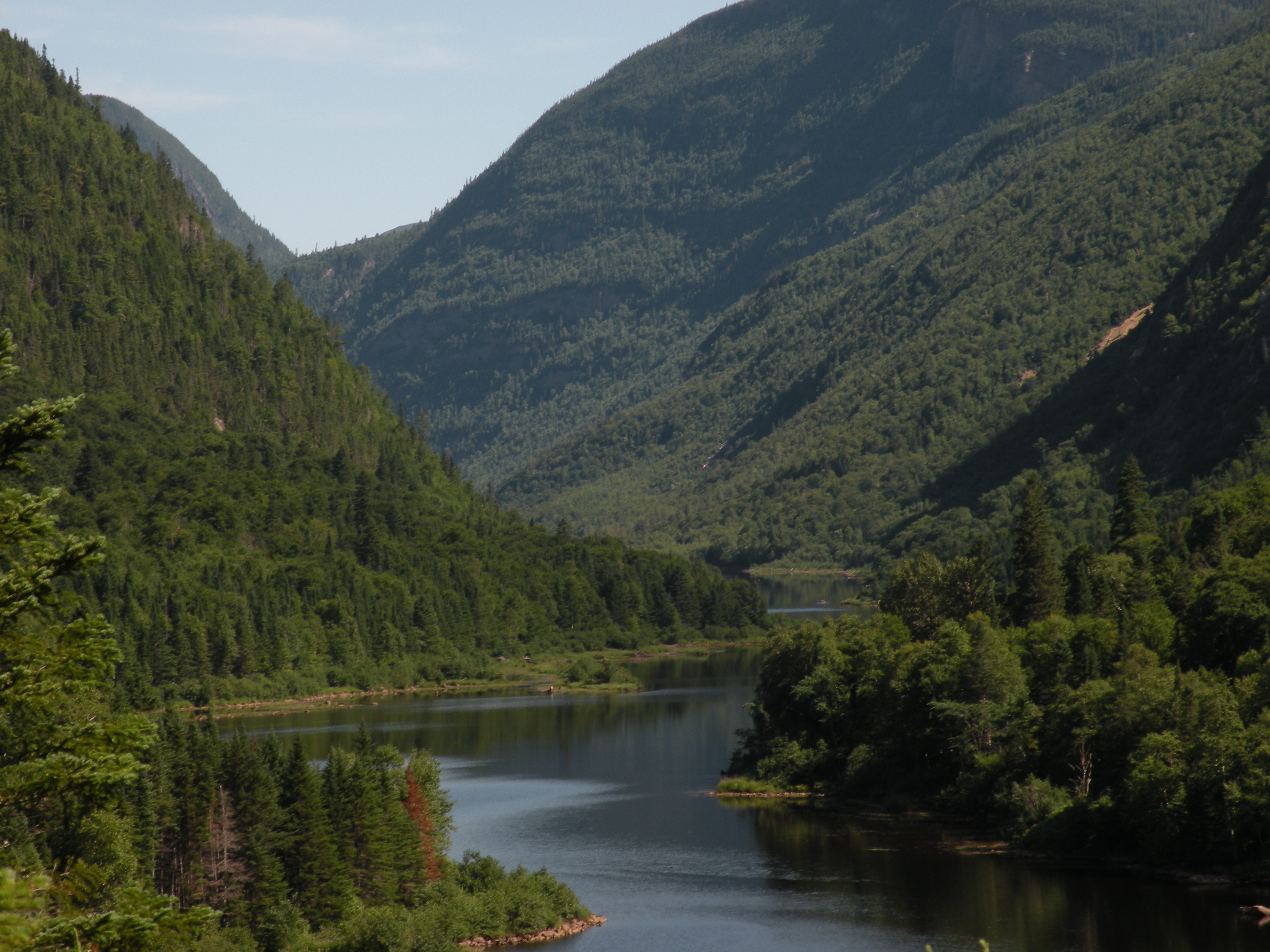
Parc national des Hautes-Gorges-de-la-Rivière-Malbaie.

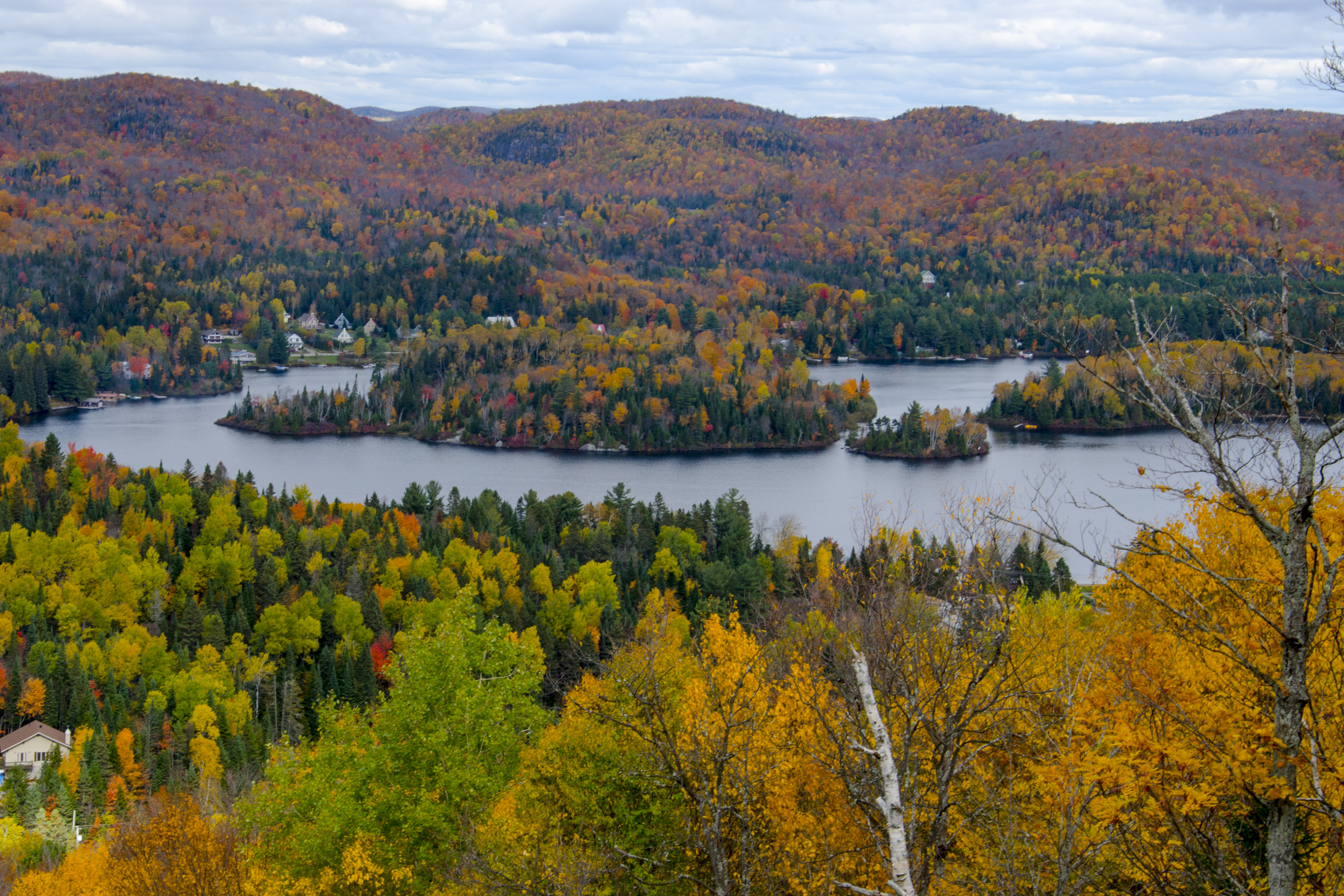
Forêt mixte québécoise en automne.

Les forêts au Québec recouvrent 905 792 km² (note: 1 km2 = 100 hectares), soit 54 % de la superficie totale de la province (1 667 712 km²). En guise de comparaison, la superficie des forêts québécoises est supérieure à la superficie totale de la France (675 417 km2). 
À des fins d'aménagement forestier, les forêts publiques du Québec sont subdivisées en 59 unités d'aménagement totalisant 451 896 km2. Considérant les exclusions (ex : refuges biologiques), la superficie nette de la forêt publique destinée à la production forestière est de 269 080 km². Une nouvelle limite nordique pour l'aménagement des forêts publiques, située approximativement au 51e parallèle (carte), est entrée en vigueur le 1er avril 2018.
Les forêts privées occupent une superficie totale de 71 010 km2. 

## Aménagement des forêts publiques

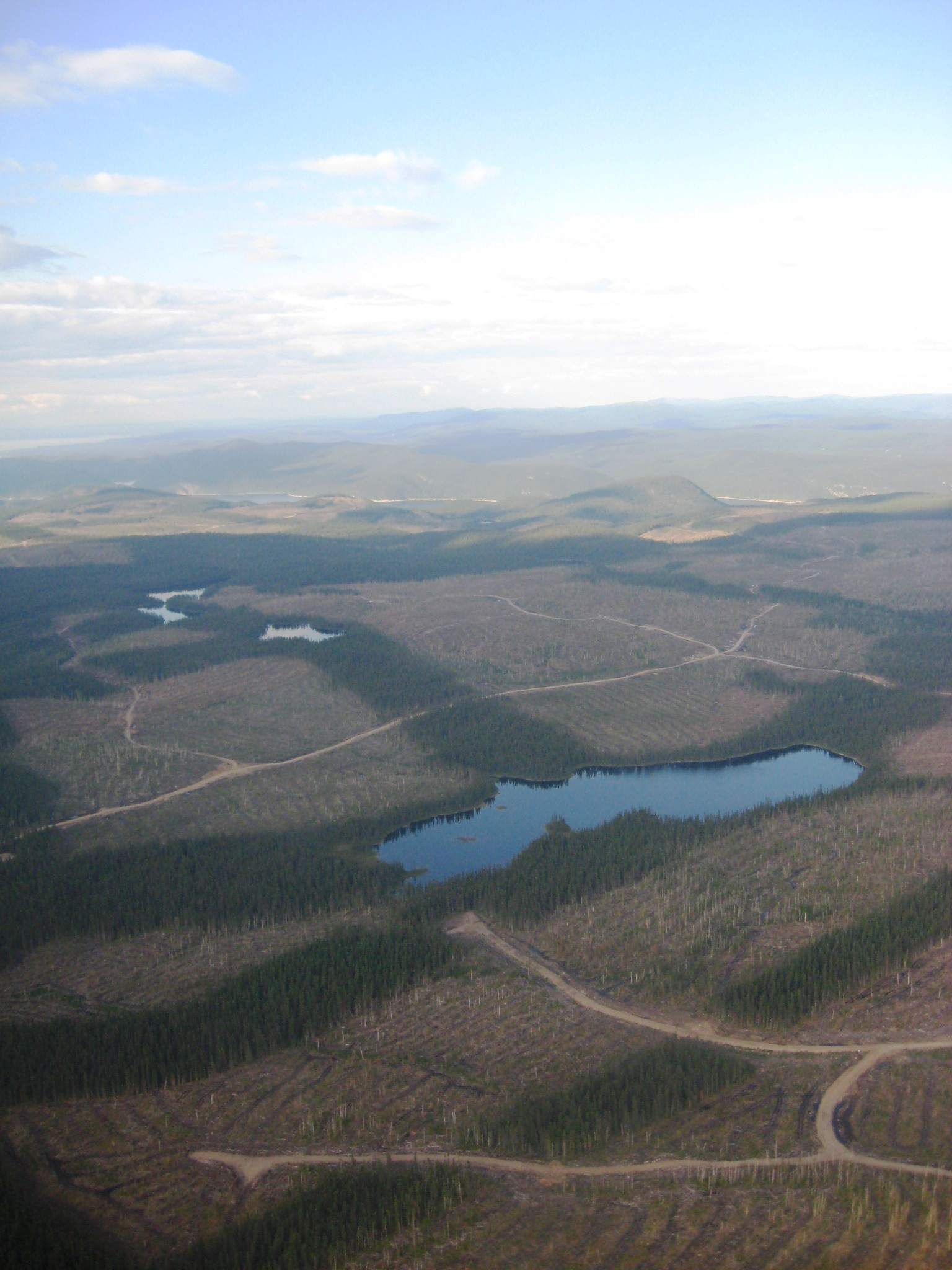
Exploitation forestière sur l'île René-Levasseur.

Une nouvelle politique dans l'aménagement des forêts publiques est entrée en vigueur le 1er avril 2013 (Loi sur l'aménagement durable du territoire forestier). Elle remplace la politique qui était en place depuis le 1er avril 1987 et qui était encadrée par la Loi sur les Forêts. Le premier article de la loi se lit ainsi: 
CHAPITRE I
OBJET, APPLICATION ET AUTRES DISPOSITIONS
1. La présente loi institue un régime forestier visant à:
1°  implanter un aménagement durable des forêts, notamment par un aménagement écosystémique;
2°  assurer une gestion des ressources et du territoire qui soit intégrée, régionalisée et axée sur la formulation d’objectifs clairs et cohérents, sur l’atteinte de résultats mesurables et sur la responsabilisation des gestionnaires et des utilisateurs du territoire forestier;
3°  partager les responsabilités découlant du régime forestier entre l’État, des organismes régionaux, des communautés autochtones et des utilisateurs du territoire forestier;
4°  assurer un suivi et un contrôle des interventions effectuées dans les forêts du domaine de l’État;
5°  régir la vente du bois et d’autres produits de la forêt sur un marché libre à un prix qui reflète leur valeur marchande ainsi que l’approvisionnement des usines de transformation du bois;
6°  encadrer l’aménagement des forêts privées;

7°  régir les activités de protection des forêts.
Un élément-clé de cette nouvelle politique est la prise en charge par le gouvernement de l'aménagement des forêts, une responsabilité qui avait toujours été dévolue à l'industrie. Dans une optique de donner plus de flexibilité aux aménagistes dans cette nouvelle politique, le gouvernement a publié un Guide sylvicole qui se veut une synthèse des connaissances dans le domaine de la sylviculture au Québec.
Autre élément de changement, si les industriels forestiers conservent certaines garanties d'approvisionnement, 25 % des bois sont mis aux enchères et déterminent la valeur marchandes du 75 % restant. Un Bureau de mise en marché des bois a été créé spécifiquement pour cette tâche. Tant un individu (18 ans et +) qu'une entreprise peuvent participer aux enchères.
Enfin, la création d'une structure (Bureau du Forestier en Chef) à la direction d'un Chef Forestier, a la responsabilité d'effectuer les calculs de possibilité forestières dans un optique de développement durable.
L'aménagement écosystémique est au cœur de la stratégie d'aménagement de cette nouvelle politique et a été défini ainsi dans la Loi: un aménagement qui consiste à assurer le maintien de la biodiversité et la viabilité des écosystèmes en diminuant les écarts entre la forêt aménagée et la forêt naturelle. L'aménagement est aussi encadré par une Stratégie d'aménagement durable des forêts (SADF) rendue publique en décembre 2015 et le Règlement sur l'aménagement durable des forêts du domaine de l'État (RADF) entrés en vigueur le 1er avril 2018. 
À la suite des élections du 7 avril 2014 et de l'arrivée d'un nouveau gouvernement, l'aménagement des forêts a été transféré à un nouveau ministère, soit le ministère des Forêts, de la Faune et des Parcs. Anciennement, les forêts relevaient du ministère des Ressources naturelles et de la Faune, aujourd'hui devenu le ministère de l'Énergie et des Ressources naturelles. Le gouvernement québécois, élu le 1er octobre 2018, a conservé l'appellation ministère des Forêts, de la Faune et des Parcs. L'actuel titulaire est M. Pierre Dufour, député d'Abitibi-Est. À la suite des élections du 3 octobre 2022, c'est sous le nom de Ministère des Ressources Naturelles et des Forêts (MRNF) dirigé par Maïté Blanchette-Vézina que revient le mandat de gestion des forêts du Québec. 

### Bilan d'aménagement forestier durable 2000-2008
En 2010 le Bureau du forestier en chef a déposé un bilan d'aménagement forestier durable des forêts du Québec pour la période 2000-2008. Ce bilan a été développé autour de 23 critères répartis dans cinq thèmes, soit : Environnement, Économie, Société, Premières Nations et Gouvernance. Le premier thème fut lui-même divisé en quatre sous-thèmes, soit: Biodiversité, État et productivité, Sol et eau et Cycles planétaires. Chacun des critères a été évalué à l'aide d'un système de cotation qualitatif composé de trois éléments, soit : l'état (bon, moyen, insuffisant), la tendance (à la hausse, stable, à la baisse) et l'information (adéquate, partielle, inadéquate).
Extraits du constat général émis par le forestier en chef de l'époque (M. Pierre Levac):
- Question: La forêt est-elle en bon état ?

Oui et non. La réponse n'est pas simple car mon analyse repose sur plusieurs éléments à la fois.
En appui à ce constat, le forestier en chef fit état que le rajeunissement de la forêt et son morcellement, la simplification de la structure des peuplements et leur changement en composition, étaient des changements préoccupants, mais pas alarmants pour l'instant.
- Question: La forêt se régénère-t-elle ?

Oui. [...] Il n'y a pas de déforestation au Québec, sauf celle engendrée par la construction de chemins et des infrastructures très localisées.
- Question: La forêt est-elle surexploitée ?

Non.
Pour appuyer son affirmation le forestier en chef fit état de la réduction de 20 % de la possibilité forestière décrétée par le gouvernement en 2005 et de la baisse de 5,5 % supplémentaires qu'il avait annoncée en 2006.
- Question: Le Québec est-il sur la voie de l'aménagement forestier durable ?

Oui... car le gouvernement du Québec avait pris depuis quelques années plusieurs initiatives en ce sens comme l'incorporation dans la Loi sur les forêts des six critères d'aménagement forestier durable du Conseil canadien des ministres des forêts et l'adoption, en 2010, de la Loi sur l'aménagement durable du territoire forestier qui est venue remplacer la Loi sur les forêts.
...et non, car les initiatives gouvernementales ne sont pas soutenues par un système de gestion gouvernemental qui prévoit les ressources, les programmes de suivi et la formation nécessaires à la mise en œuvre de l'aménagement forestier durable.

### Possibilité forestière et récolte

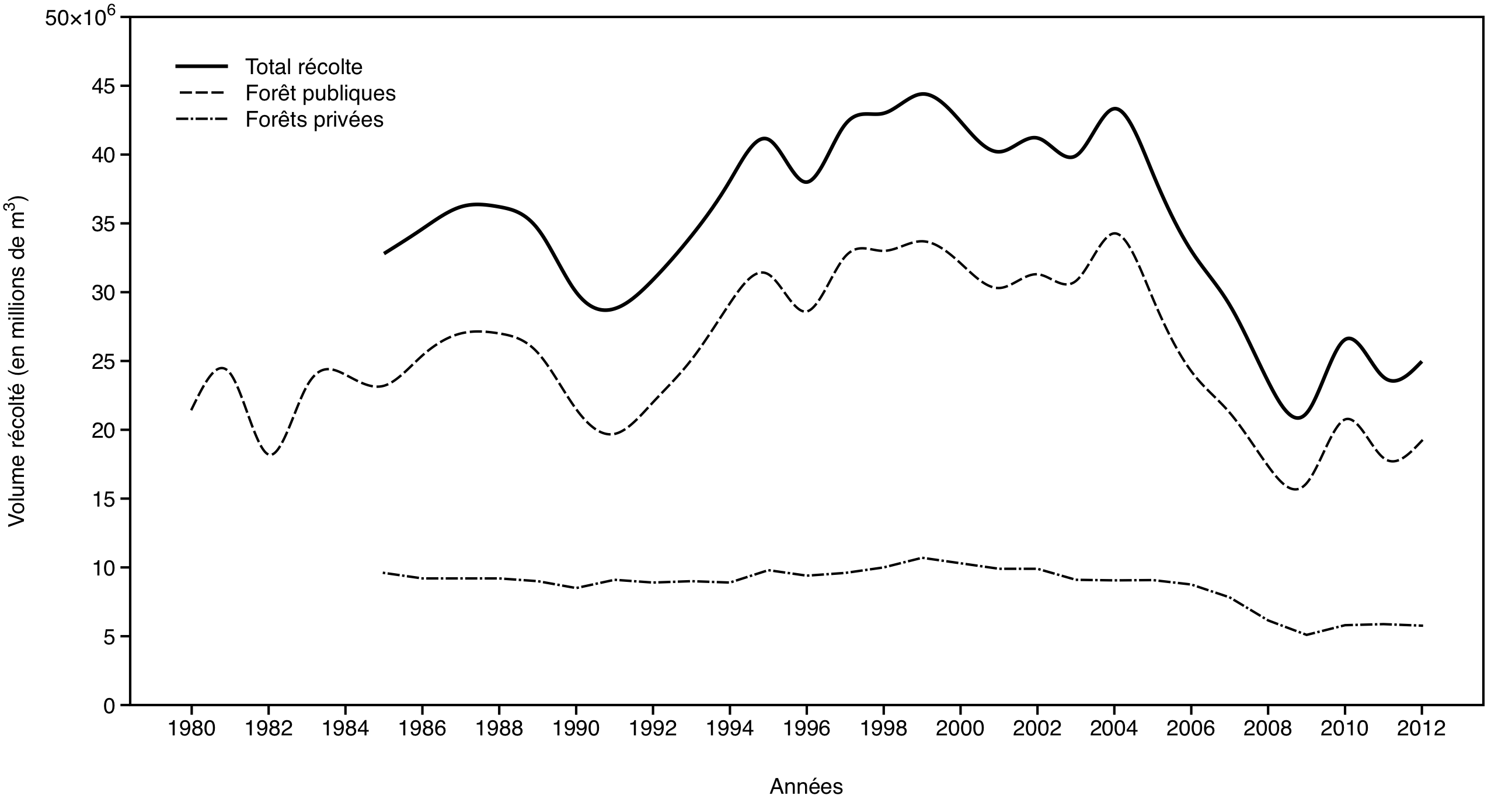
Volume de bois récolté au Québec (1980-2013).

Les plus récents résultats (mai 2014) du Bureau du forestier en chef, valables pour la période 2015-2018, font état d'une possibilité forestière totale nette de 30 700 000 m3/an. Cela représente une augmentation de 7 % comparativement à l'évaluation précédente (2013-2015), mais une baisse de 27 % par rapport à la période 2000-2008. Près de 70 % (21 400 000 m3/an) de la possibilité forestière totale nette pour la période 2015-2018 est liée aux essences résineuses.
| Périodes  | Possibilité forestière (m3/an) |
| --------- | ------------------------------ |
| 2000-2008 | 42 300 000                     |
| 2008-2013 | 31 700 000                     |
| 2013-2015 | 28 800 000                     |
| 2015-2018 | 30 700 000                     |

La récolte de bois au Québec a connu des sommets dans les années 1990 pour atteindre un total d'un peu plus de 44 millions de m3 lors de la saison de récolte 1999-2000 (Figure ci-contre). À partir du milieu des années 2000 et, en particulier, la crise de l'immobilier aux États-Unis, la récolte a chuté pour atteindre un creux avec une récolte totale de 21 millions de m3 lors de la saison de récolte 2009-2010. Une légère amélioration est apparue depuis, mais très loin des niveaux de récolte des années 1990. En 2020, l’industrie forestière et ses débouchés représentaient 8 % des exportations du Québec.
Une étude parue en 2020 concluait que seul 1% de la forêt québécoise était exploitée annuellement.

### Classification écologique
- Domaine de l'érablière à caryer cordiforme
- Domaine de l'érablière à tilleul - Sous domaine de l'Ouest
- Domaine de l'érablière à tilleul - Sous domaine de l'Est
- Domaine de l'érablière à bouleau jaune - Sous domaine de l'Ouest
- Domaine de l'érablière à bouleau jaune - Sous domaine de l'Est
- Domaine de la sapinière à bouleau jaune - Sous domaine de l'Ouest
- Domaine de la sapinière à bouleau jaune - Sous domaine de l'Est
- Domaine de la sapinière à bouleau blanc - Sous domaine de l'Ouest
- Domaine de la sapinière à bouleau blanc - Sous domaine de l'Est
- Domaine de la pessière à mousses - Sous domaine de l'Ouest
- Domaine de la pessière à mousses - Sous domaine de l'Est
- Domaine de la pessière à lichens
- Domaine de la toundra forestière
- Domaine de la toundra arctique arbustive
- Domaine de la toundra arctique herbacée

Écorégions du Québec :
1. Toundra du Moyen-Arctique
2. Toundra du Bas-Arctique
3. Toundra des monts Torngat
4. Taïga de l'Est du Bouclier canadien
5. Taïga du Sud de la Baie d'Hudson
6. Forêts centrales du Bouclier canadien
7. Forêts de l'Est du Canada
8. Forêts transitionnelles de l'Est
9. Forêts des basses-terres de l'Est des Grands Lacs
10. Forêts de la Nouvelle-Angleterre et de l'Acadie
11. Forêts des basses-terres du Golfe du Saint-Laurent

Zones de végétation et domaines bioclimatiques du Québec.
I. Zone tempérée nordique
A. Sous-zone de la forêt décidue
1.
Domaine de l'érablière à caryer cordiforme
2.
Domaine de l'érablière à tilleul - Sous domaine de l'Ouest
Domaine de l'érablière à tilleul - Sous domaine de l'Est
3.
Domaine de l'érablière à bouleau jaune - Sous domaine de l'Ouest
Domaine de l'érablière à bouleau jaune - Sous domaine de l'Est
B. Sous-zone de la forêt mélangée
4.
Domaine de la sapinière à bouleau jaune - Sous domaine de l'Ouest
Domaine de la sapinière à bouleau jaune - Sous domaine de l'Est
II. Zone boréale
A. Sous-zone de la forêt boréale continue
5.
Domaine de la sapinière à bouleau blanc - Sous domaine de l'Ouest
Domaine de la sapinière à bouleau blanc - Sous domaine de l'Est
6.
Domaine de la pessière à mousses - Sous domaine de l'Ouest
Domaine de la pessière à mousses - Sous domaine de l'Est
B. Sous-zone de la taïga
7.
Domaine de la pessière à lichens
C. Sous-zone de la toundra forestière
8.
Domaine de la toundra forestière
III. Zone arctique
A. Sous-zone du Bas-Arctique
9.
Domaine de la toundra arctique arbustive
10.
Domaine de la toundra arctique herbacée

Afin d'aménager les forêts, le ministère des Ressources naturelles du Québec (MRN) a développé un système hiérarchique de classification écologique du territoire qui comprend neuf niveaux, soit,,(entre parenthèses, le nombre de subdivisions à chaque niveau) :
- Zone de végétation (3) : vaste zone, à l'échelle continentale, caractérisée par la physionomie des formations végétales. Les zones reflètent les grandes subdivisions climatiques québécoises et correspondent aux divisions mondiales de la végétation.
  - Sous-zone de végétation (6) : portion d'une zone de végétation caractérisée par la physionomie de la végétation de fin de succession dominante dans le paysage
- Domaine bioclimatique (10) : territoire caractérisé par la nature de la végétation de fin de succession exprimant l'équilibre en le climat et la végétation potentielle des sites mésiques (≈ milieu de pente)
  - Sous-domaine bioclimatique (10) : portion d'un domaine bioclimatique qui présente des caractéristiques distinctes de végétation révélant des différences du régime des précipitations
- Région écologique (58) : territoire caractérisé par la composition et la dynamique de la végétation des sites mésiques, ainsi que par la répartition des types écologiques dans le paysage
  - Sous-région écologique : portion d'une région écologique où la nature de la végétation des sites mésiques présente un caractère soit typique du domaine bioclimatique auquel elle appartient, soit plus méridional ou plus septentrional
- Paysage régional : portion de territoire caractérisée par une organisation récurrente des principaux facteurs écologiques permanents du milieu et de la végétation
- District écologique : portion de territoire caractérisée par un pattern propre du relief, de la géologie, de la géomorphologie et de la végétation régionale

et étage de végétation : portion de territoire où l'altitude a une influence si marquée sur le climat que la structure et souvent la nature de la végétation sont modifiées. Celle-ci s'apparente alors à celle de régions plus septentrionales
- Type écologique : portion de territoire, à l'échelle locale, présentant une combinaison permanente de la végétation potentielle et des caractéristiques physiques du milieu

et type forestier : décrit la végétation actuelle à l'aide du type physionomique, du couvert arborescent et du groupe d'espèces indicatrices
Les trois zones de végétation sont la zone tempérée nordique (209 700 km2), la zone boréale (1 068 400 km2) et la zone arctique (236 000 km2). La zone tempérée nordique englobe les forêts feuillues et mixtes. Les forêts feuillues sont dominées par l'érable à sucre. Les forêts mixtes sont composées à la fois d'espèces boréales (sapin baumier, épinette noire...) et d'espèces plus méridionales comme le bouleau jaune. La zone boréale est composée principalement d'espèces résineuses et de feuillus de lumière (ex: bouleau à papier, aussi appelé bouleau blanc). La démarcation entre les zones boréales et arctiques correspond à la limite des arbres.
Il existe d'autres classifications écologiques qui recouvrent le Québec : le cadre écologique national pour le Canada, les écorégions de l'Amérique du Nord développées par le USDA Forest Service et les écorégions établies par la Commission de coopération environnementale (initiative du Canada, des États-Unis et du Mexique).

### Principaux enjeux

#### Aires protégées
En 1996, le Québec adoptait une stratégie de création des aires protégées pour la mise en œuvre de la Convention sur la diversité biologique signée au Sommet de la Terre à Rio en 1992,. En 1987, le premier bilan sur la aires protégées au Québec faisait état d'une superficie protégée de 0,36 % du territoire total du Québec ; au 31 mars 2014 cette superficie était de 9,11 %. Les Orientations stratégiques du Québec en matière d'aires protégées 2011-2015 visent à augmenter ce pourcentage à 12 %. Ce pourcentage devrait augmenter, car le Québec a participé à la Conférence des Parties à Nagoya (Japon) en 2010 au cours de laquelle les 165 pays ayant ratifié la Convention sur la diversité biologique de 1992 sont convenus d’augmenter respectivement à 10 % et à 17 % d’ici 2020 la superficie des zones marines et terrestres qui devront faire l’objet de mesures de protection.
Les aires protégées du Québec sont établies selon les six catégories de l'UICN (Union internationale pour la conservation de la nature) et sur la base du Cadre écologique de référence développé par le ministère du Développement durable, de l'Environnement et de la Lutte contre les changements climatiques afin de s'assurer de leur représentativité écologique à l'échelle du Québec.

#### Caribou forestier (Rangifer tarandus caribou)

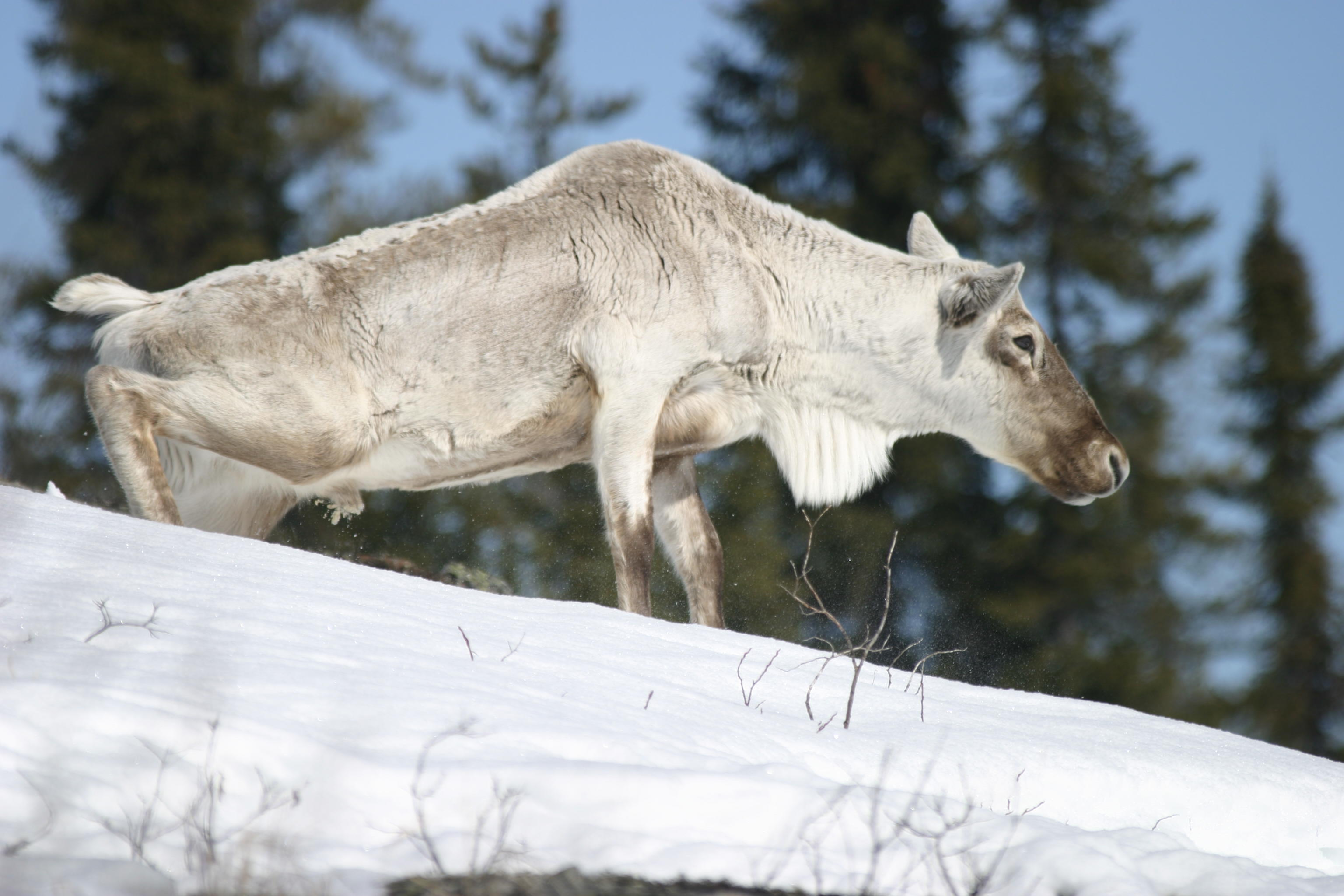
Caribou forestier.

Tous les caribous du Québec appartiennent à la sous-espèce caribou des bois. On retrouve trois écotypes, soient: forestier, montagnard et migrateur. Le concept d'écotype implique que les populations se distinguent génétiquement des autres écotypes même s'il n'y a pas visuellement de différences. 
L'écotype montagnard, aussi appelé caribou de la Gaspésie, été désigné espèce menacée au Québec en 2009 en vertu de la Loi sur les espèces menacées ou vulnérables du Québec. L'écotype forestier est quant à lui désigné «vulnérable» depuis 2005. 
La préservation de son habitat est un important enjeu de certification forestière (section ci-dessous) et politique, car il implique la préservation de très grandes superficies de forêts matures qui sont aussi recherchées par l'industrie forestière.
Un premier Plan de rétablissement du caribou forestier a été développé pour la période 2005-2012 et un deuxième pour la période 2013-2023. Ce dernier vise quatre objectifs, soit :
1. Conservation d’habitats propices au caribou forestier;
2. Atteinte et maintien d’un effectif d’au moins 11 000 caribous forestiers (1,7 caribou par 100 km2), répartis uniformément dans l’aire d’application du Plan;
3. Obtention de l’appui du public et de l’implication des Premières Nations et des intervenants du territoire;
4. Poursuite de l’acquisition de connaissances.

#### Certification
La première certification d'un territoire forestier au Québec fut complétée en 2002 sous l'égide du programme FSC (Forest Stewardship Council). À la fin de 2012, plus de 30 millions d'hectares de forêts québécoises (> 80 % des forêts publiques) étaient certifiées par un des trois programmes de certifications suivants: FSC, SFI (Sustainable Forestry Initiative) et CSA (Canadian Standards Association). Le FSC s'avère cependant le programme de choix alors qu'en 2012 plus de 23 millions d'hectares étaient certifiés sous cette norme. Si le gouvernement du Québec ne préconise pas un programme de certification en particulier, ces derniers sont presque devenus un incontournable pour la mise en marché des bois.
En théorie, selon la nouvelle politique forestière du Québec, c'est le gouvernement qui devait prendre la responsabilité de la certification. Une entente intervenue en 2013 avec l'industrie forestière a laissé à cette dernière cette responsabilité pour une période de trois ans.
À la fin de l'année 2013, la compagnie Produits Forestiers Résolu a vu deux de ses certificats FSC suspendus au Québec (plus un autre en Ontario). Ces certificats sont situés dans la région du Saguenay-Lac St-Jean et représentent un total de 6 millions d'hectares. Les deux principaux enjeux en cause sont la protection du caribou forestier et le respect des enjeux autochtones. Une suspension n'est pas une révocation; la compagnie pourrait retrouver sa certification dans l'année qui suit la suspension, soit d'ici la fin de l'année 2014.

#### Limite nordique des forêts attribuables
Depuis 2002, le Québec a instauré une limite nordique à la récolte forestière. Cette limite est le résultat d'une réflexion qui s'est amorcée à la suite du Sommet de la Terre à Rio en 1992 afin d'assurer la durabilité de l'aménagement forestier au Québec. Un Comité, mandaté en 1998 pour établir une limite nordique à la récolte forestière, a remis un Rapport en 2000 et la limite fut établie en 2002. En 2005, un nouveau Comité fut chargé de réviser cette limite nordique. Le Rapport fut déposé en 2013 et a été rendu public le 16 octobre 2014. Les auteurs de ce Rapport ont subdivisé le territoire à l'étude en trois niveaux de sensibilité (faible, moyenne à élevée et très élevée). Si l'aménagement forestier devrait être exclu des secteurs avec une sensibilité très élevée, il pourrait être autorisé dans les secteurs avec une faible sensibilité. Dans ce dernier cas, des inventaires plus précis sur le terrain sont recommandés. Dans les cas intermédiaires, il est recommandé de chercher à diminuer la sensibilité en intégrant les risques de feux récurrents là où ces derniers sont les plus fréquents et il est aussi recommandé de chercher à augmenter la proportion des « forêts denses et hautes » non fragmentées.
Ce sujet reste l'objet de nombreux débats politiques et scientifiques,.

#### Chemins forestiers
Les chemins forestiers créés pour répondre aux besoins de déplacement de l’industrie forestière affectent de manière importante l’habitat des grands mammifères de la faune. De 2017 à 2018, environ 6000 km de chemins forestiers ont été ajoutés aux 600 000 km de chemins déjà présents sur le territoire québécois afin de rendre la matière ligneuse encore plus disponible pour les compagnies forestières. La création de ces chemins change la configuration de la forêt telle que les animaux y sont habitués. La présence de ces routes forestières peut résulter en la fragmentation et la perte d’habitats pour différentes espèces de la faune présentes sur ces territoires. Leur mode de dispersion peut donc varier considérablement pour s’adapter aux changements de territoire engendrés par les activités humaines. Les modifications apportées à leur environnement peuvent donc mener à un changement dans la sélection d’habitat de ces mammifères. De ce fait, la chaine trophique, ou autrement, dit l’ensemble de la chaîne alimentaire reliée entre les espèces préalablement établie au sein d’un écosystème, peut en être affectée. 
Les ouvertures créées par ces routes peuvent aussi favoriser et faciliter la venue de prédateurs, ce qui peut mettre en péril certaines espèces faisant face à une sur-prédation. Par contre, autant que les chemins forestiers peuvent faciliter la chasse pour certaines espèces, elles peuvent aussi être la cause première de mortalité de certaines d’entre elles telles que les cerfs de Virginie, les orignaux et les ours noirs, dû aux accidents avec les véhicules  empruntant ces routes. Plusieurs études ont démontré que les populations de plusieurs espèces ont décliné là où les routes ont augmenté.  Les routes consistent souvent en la première perturbation humaine à l’intérieur de la forêt. L’augmentation des routes mène à plus de territoires accessibles, ce qui mène à encore plus de routes, engendrant par la suite plus de possibilités d’exploitation et de développement d’activités anthropiques. Le bruit causé par le développement humain et les activités industrielles peuvent aussi nuire aux espèces de différentes façons. Ces bruits peuvent empêcher certains animaux d’entendre d’autres sons importants à sa survie. Défendre un territoire, entendre un prédateur qui approche, ou tenter de rejoindre ou d’attirer un partenaire, toutes ces activités peuvent être dérangées par les sons engendrées par la machinerie de l’industrie forestière.

## Aménagement des petites forêts privées (< 800 hectares d'un seul tenant)
Les petites forêts privées du Québec sont partagées entre près de 130 000 propriétaires qui possèdent en moyenne 45 hectares. Depuis 1995, l'aménagement des forêts privées québécoises est encadré par dix-sept « agences régionales de mise en valeur des forêts privées »,. Ces agences ont spécifiquement pour mission de coordonner le Programme de mise en valeur des forêts privées. Ce programme du MRN vise à offrir aux producteurs forestiers une aide financière pour aménager leurs forêts. Pour être reconnu comme producteur forestier, un propriétaire doit posséder au moins quatre hectares de superficie à vocation forestière et avoir un plan d'aménagement forestier conforme aux règlements de son agence régionale signé par un ingénieur forestier.